# 瓦勒迪法比
瓦勒迪法比（法語：Val-du-Faby，法語發音：[val dy fabi]）是法国奥德省的一个市镇，属于利穆区。该市镇于2019年1月1日由原市镇鲁沃纳克和法村合并而成，行政中心位于法村。

## 地名
“瓦勒迪法比”（Val-du-Faby）一名在法语中意为“法比河谷”。

## 地理
瓦勒迪法比（42°56'21"N, 2°11'35"E）面积23.71 平方千米，位于法国奧克西塔尼大區奥德省，该省份为法国南部沿海省份，北起塔恩省，西北接上加龙省，西接阿列日省，南至东比利牛斯省，东临地中海，东北与埃罗省接壤。
与瓦勒迪法比接壤的市镇（或旧市镇、城区）包括：拉塞尔庞、昂蒂尼亚克、埃斯佩拉扎、奥德河畔康帕涅、基扬、费斯特和圣安德烈、圣让德帕拉科勒、皮韦尔。
瓦勒迪法比的时区为UTC+01:00、UTC+02:00（夏令时）。

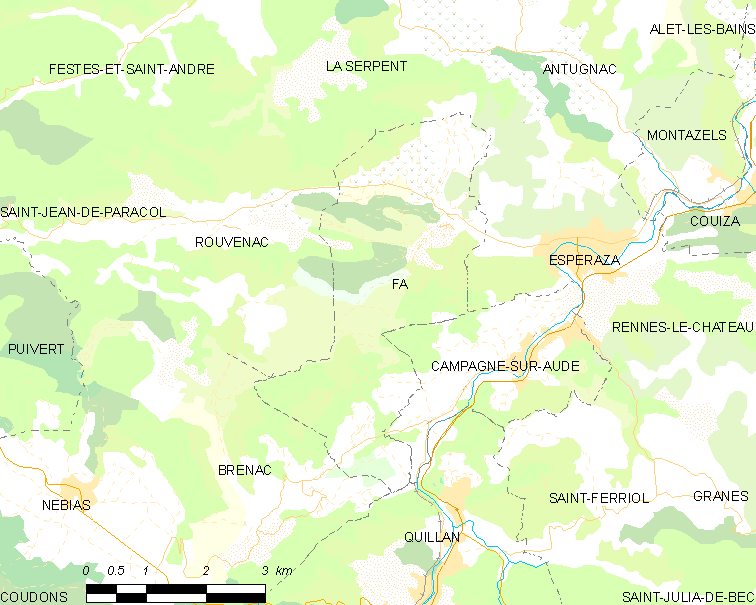
瓦勒迪法比的OSM定位图

## 行政
瓦勒迪法比的邮政编码为11260，INSEE市镇编码为11131。

## 政治
瓦勒迪法比所属的省级选区为上奥德河谷县。

## 人口
瓦勒迪法比于2022年1月1日时的人口数量为580人。